# Raritäten (1994-2012)
Raritäten (1994 - 2012) es el álbum recopilatorio de la banda alemana Rammstein, fue lanzado el 22 de abril de 2015 por el sello Motor Music Records. El álbum cuenta con 12 canciones inéditas en las cuales se encuentran demos que nunca salieron a la luz pública, canciones en vivo y versiones alternas de temas originales, como Mutter (Vocoder Mix), Los (Full Band Version) y Mein Herz Brennt (Piano version).

## Antecedentes
Desde la salida del álbum Senhsucht, se especuló de algunas canciones que fueron interpretadas en vivo y que nunca se vieron en un álbum de estudio de la banda. Rammstein recopiló 12 canciones (algunas versiones de este álbum pueden contener más), en el 2015 con estas canciones. se vendieron pocas unidades en el mercado.
A pesar de ser un álbum con canciones "raras". La mayoría fueron lanzadas mucho antes de su publicación en singles de la banda, Feuerräder y Wilder Wein fueron lanzadas en el sencillo Engel (Fan Edition); Das Modell, la cual se trata de una versión del grupo alemán Kraftwerk, y Kokain fueron temas publicados en el sencillo del mismo nombre Das Modell en el año 1997; Stripped, es un cover de Depeche Mode que apareció tanto en el sencillo del mismo nombre, como en algunas ediciones del álbum Senhsucht como pista oculta; Halleluja salió en el sencillo de Links 2-3-4 y en el soundtrack de Resident Evil; Mein Herz Brennt (Piano Version) y Gib Mir Deine Augen aparecen en el sencillo Mein Herz Brennt; Mein Land y Vergiss Uns Nicht aparecen en el sencillo Mein Land, Aunque la primera también apareció en el álbum Made In Germany.

## Composición y portadas
El álbum muestra una portada negra sencilla con una especie de corona de espinas envolviendo el logo de Rammstein y abajo muestra el nombre del álbum más las fechas donde salieron las canciones de Raritäten.
Se conocen al menos 3 versiones del álbum donde se incluyen temas que salieron oficialmente en el álbum Liebe ist für alle da, las cuales son Führe Mich, Donaukinder, Halt, Roter Sand (Orchester version) y Liese. Teniendo la misma portada y contenido.
La única canción nueva que nunca surgió del álbum es Los (Full Band Versión) que se compara mucho al estilo que la banda toca la canción Los en vivo en la mayoría de sus presentaciones.

## Lista de canciones
- Edición digital

| Raritäten (1994 - 2012) |                                    |          |  |
| N.º                     | Título                             | Duración |  |
| 1.                      | «Feuerräder (Versión 1994)»        |          |  |
| 2.                      | «Wilder Wein»                      |          |  |
| 3.                      | «Das Modell»                       |          |  |
| 4.                      | «Kokain»                           |          |  |
| 5.                      | «Stripped»                         |          |  |
| 6.                      | «Halleluja»                        |          |  |
| 7.                      | «Mutter (vocoder Mix)»             |          |  |
| 8.                      | «5/4»                              |          |  |
| 9.                      | «Mein land»                        |          |  |
| 10.                     | «Vergiss Uns Nicht»                |          |  |
| 11.                     | «Gib Mir Deine Augen»              |          |  |
| 12.                     | «Mein Herz Brennt (Piano Version)» |          |  |

| Raritäten (Edición física Vinyl) |                                    |              |          |  |
| N.º                              | Título                             | Escritor(es) | Duración |  |
| 1.                               | «Feuerräder (Versión 1994)»        |              |          |  |
| 2.                               | «Wilder Wein»                      |              |          |  |
| 3.                               | «Das Modell»                       |              |          |  |
| 4.                               | «Kokain»                           |              |          |  |
| 5.                               | «Stripped»                         |              |          |  |
| 6.                               | «Halleluja»                        |              |          |  |
| 7.                               | «Mein Herz Brennt (Piano Version)» |              |          |  |
| 8.                               | «Los (Full Band Version)»          |              |          |  |
| 9.                               | «Führe Mich»                       |              |          |  |
| 10.                              | «Donaukinder»                      |              |          |  |
| 11.                              | «Halt»                             |              |          |  |
| 12.                              | «Roter Sand (Orchester Version)»   |              |          |  |
| 13.                              | «Liese»                            |              |          |  |
| 14.                              | «Mein land»                        |              |          |  |
| 15.                              | «Vergiss Uns Nicht»                |              |          |  |
| 16.                              | «Gib Mir Deine Augen»              |              |          |  |